# قرى مشاريق البيتاوي
قرى مشاريق البيتاوي وهو اسم يطلق على مجموعة قرى فلسطينية شرقي نابلس في الضفة الغربية، عرفت بهذا الاسم في الحقبة العثمانية في القرن الثامن عشر والتاسع عشر، وكانت أشهرها قرية بيتا.

## التاريخ
- تعتبر قرى مشاريق البيتاوي من قرى المشيخة التي برزت في أواخر العهد العثماني في فلسطين.[3]

- نسبت غالبيتها للشيوخ  الذين أداروا شؤون النواحي في العهد العثماني ،نذكر منها:

(قرى الكراسي، قرى جورة عمرة، قرى العِرقيات، قرى الكفريات، قرى النزلات، قرى الصعبيات، قرى الشعراوية، قرى مشاريق البيتاوي، قرى الجماعينيات، قرى بني حارث، قرى بني زيد).

## التسمية
- سميت باسم مشاريق البيتاوي، نسبة إلى قرية بيتا التي  برز من شيوخها آل الحاج محمد.

- لكون هذه القرى تقع بوجه عام شرقي نابلس.[5][6]

## عدد قرى مشاريق البيتاوي
قدر عدد هذه القرى 31 قرية، منها: عراق التايه، عزموط، سالم، دير الحطب، بيت دجن، بيت فوريك، روجيب، عورتا، أودله، أُصرين، يانون، عقربا، فصايل، خربة الطويل، خربة دشّة، بيتا الفوقا، بيتا التحتا، يتما، قصرة، قبلان، جُوريش، تلفيت، جالود، قريوت، المغير، مجدل بني فاضل ودوما.